# Soueich
Soueich (/swɛʃ/; Soeish in occitano) è un comune francese di 548 abitanti situato nel dipartimento dell'Alta Garonna nella regione dell'Occitania.

## Società

### Evoluzione demografica
Abitanti censiti